# Xylocopa vachali
Xylocopa vachali är en biart som beskrevs av Pérez 1901. Xylocopa vachali ingår i släktet snickarbin, och familjen långtungebin. Inga underarter finns listade i Catalogue of Life.